# 幡屋駅
幡屋駅（はたやえき）は、島根県雲南市大東町仁和寺にある、西日本旅客鉄道（JR西日本）木次線の駅である。

## 歴史
- 1918年（大正7年）2月11日：簸上鉄道加茂中駅 - 大東町駅（現・出雲大東駅）間に、停留場として新設[1][2]。
- 1921年（大正10年）3月29日：鉄道省より停車場（駅）として認可される[1]。
- 1934年（昭和9年）8月1日：簸上鉄道国有化[1][3]、国有鉄道木次線の駅となる[4]。
- 1954年（昭和29年）：合理化に伴う当駅廃止が取沙汰され、1年近い反対運動の結果、駅存続が決定。1956年には貨車ホーム拡張が行われた。
- 1959年（昭和34年）11月：部外委託駅となる[5]。
- 1964年（昭和39年）4月1日：日本交通観光社に委託される。
- 1971年（昭和46年）10月1日：貨物・荷物扱い廃止[6]、簡易委託駅化[7]。同年11月4日には駅舎などの建物を大東町へ無償譲渡され、町と乗車券類の発売に関する契約を締結し翌日に簡易委託所が開所され、地元住民が委託販売者となる。
- 1987年（昭和62年）4月1日：国鉄分割民営化に伴い、JR西日本に移管[1]。
- 1994年（平成6年）：旧駅舎解体、現在の停車場を建設。
- 2015年（平成27年）3月：簡易委託解除、完全無人駅化。

## 駅構造

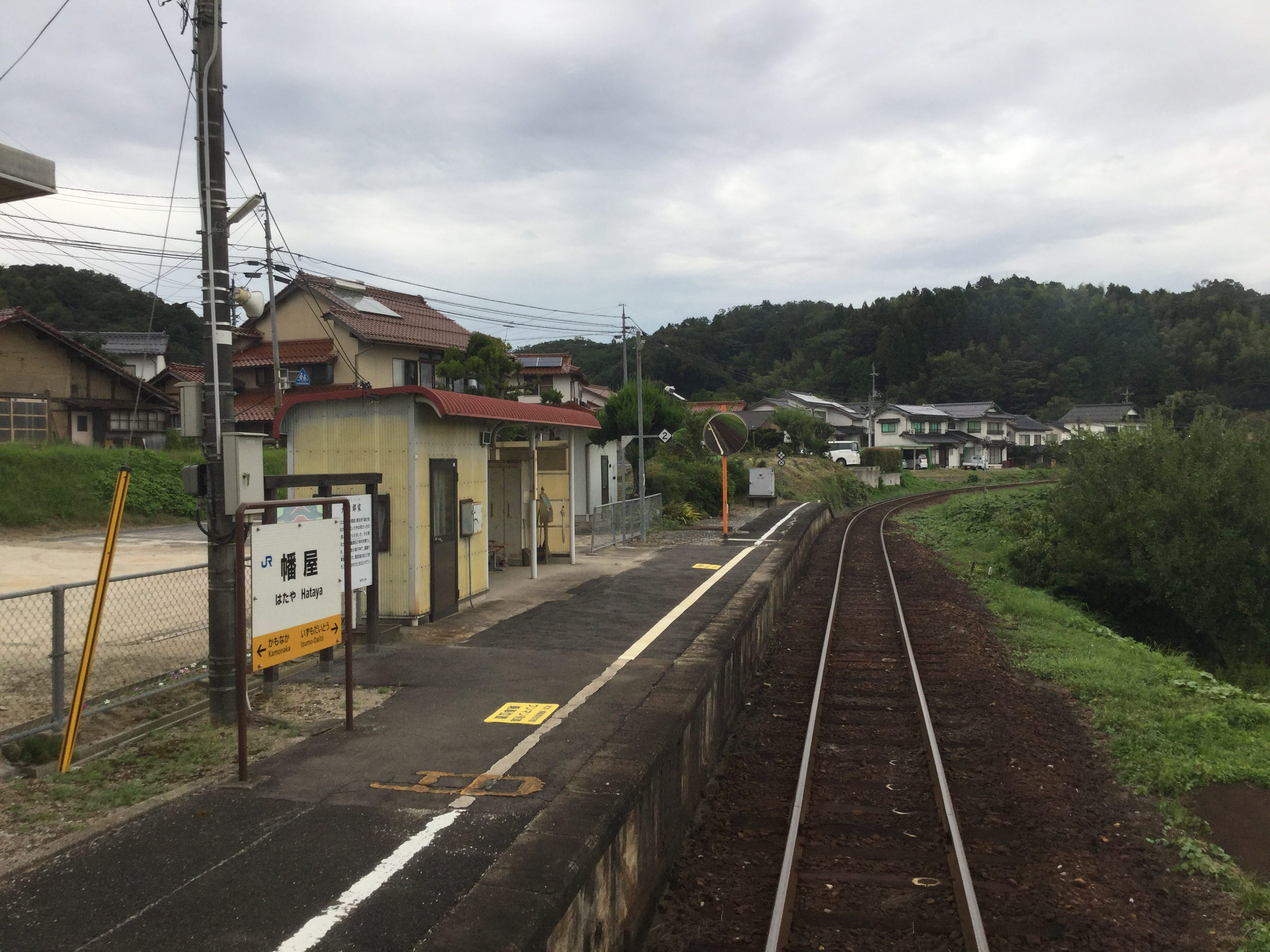
ホーム（2019年8月、列車内から）

単式ホーム1面1線を有する地上駅（停留所）。線路北側（備後落合方面に向かって左側）にホームがある。旧木造駅舎は解体され、跡地に出札窓口を備えたコンパクトな待合所が新設された。
木次鉄道部管理の無人駅。以前は出札窓口で乗車券（常備券）を手売りしていたが、2015年3月限りで解除された。

## 利用状況
近年の1日平均乗車人員の推移は以下の通り。なお、1994年度は57人、1984年度は83人だった。
| 乗車人員推移       | 乗車人員推移 |
| 年度               | 1日平均人数  |
| ------------------ | ------------ |
| 1980年（昭和55年） | 110          |
| 1985年（昭和60年） | 84           |
| 1990年（平成02年） | 66           |
| 1995年（平成07年） | 61           |
| 1999年（平成11年） | 66           |
| 2000年（平成12年） | 67           |
| 2001年（平成13年） | 55           |
| 2002年（平成14年） | 49           |
| 2003年（平成15年） | 36           |
| 2004年（平成16年） | 35           |
| 2005年（平成17年） | 32           |
| 2006年（平成18年） | 31           |
| 2007年（平成19年） | 29           |
| 2008年（平成20年） | 33           |
| 2009年（平成21年） | 30           |
| 2010年（平成22年） | 28           |
| 2011年（平成23年） | 32           |
| 2012年（平成24年） | 30           |
| 2013年（平成25年） | 55           |
| 2014年（平成26年） | 27           |
| 2015年（平成27年） | 27           |
| 2016年（平成28年） | 28           |
| 2017年（平成29年） | 35           |
| 2018年（平成30年） | 41           |
| 2019年（令和元年） | 34           |
| 2020年（令和2年）  | 26           |
| 2021年（令和3年）  | 21           |
| 2022年（令和4年）  | 20           |

## 駅周辺
駅北側に人家が多い。
- 諏訪神社
- 幡屋郵便局
- 島根県道157号出雲大東線
- 赤川

## 隣の駅
西日本旅客鉄道（JR西日本）
 木次線
加茂中駅 - 幡屋駅 - 出雲大東駅